# Al-Jeel Club

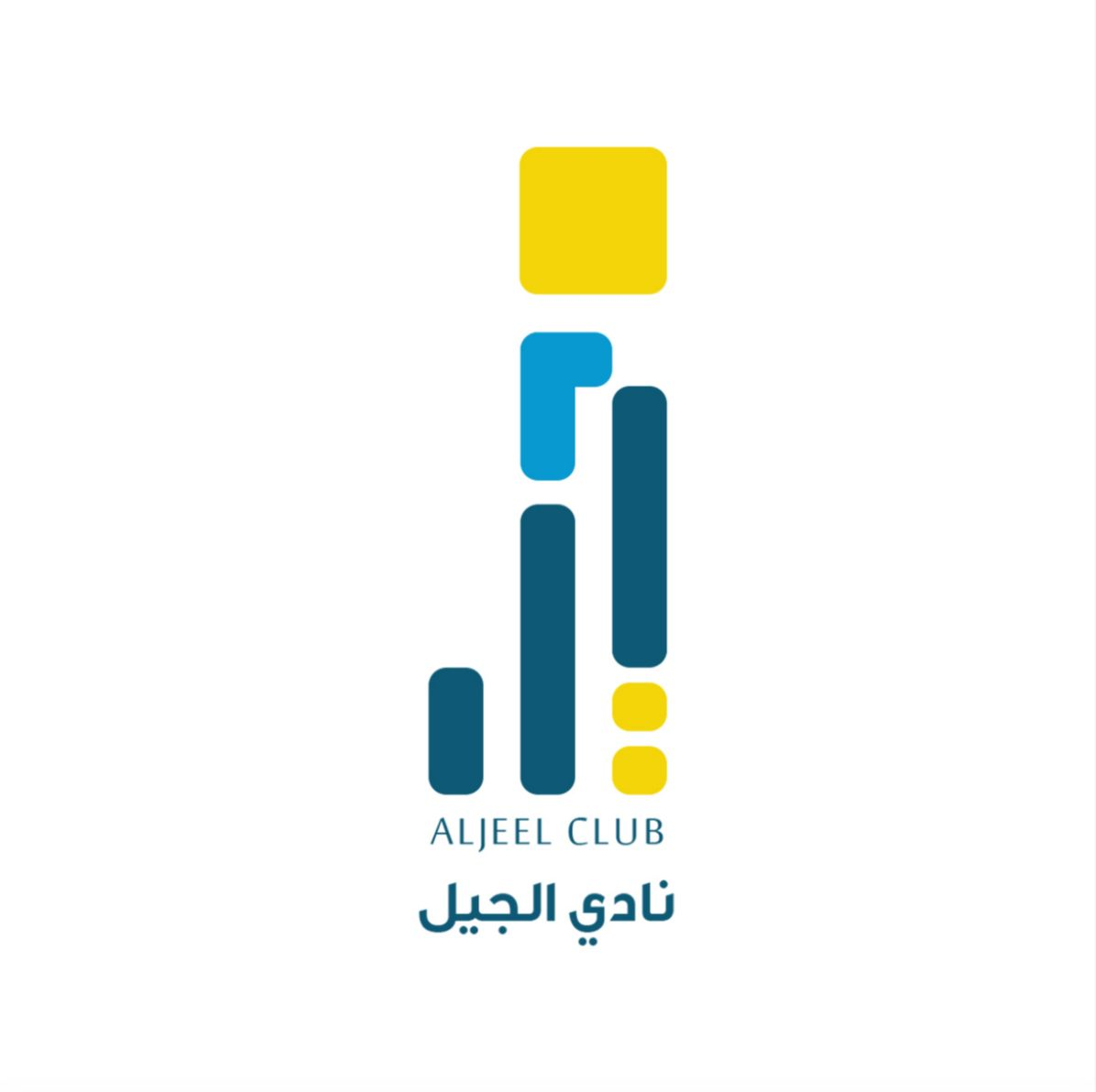
Logotipo del club deportivo Al-Jeel

Al-Jeel Club (en árabe: نادي الجيل‎) es un equipo de fútbol saudita que juega en la Liga Príncipe Mohammad bin Salman, la segunda categoría del fútbol profesional en el país.